# Desmosomatidae
Desmosomatidae é uma família de isópodes pertencentes à ordem Isopoda.

## Géneros
Géneros (lista incompleta):
- Balbidocolon Hessler, 1970
- Chelantermedia Brix, 2006
- Chelator Hessler, 1970